# Te Horo
Te Horo und Te Horo Beach sind zwei kleine Siedlungen an der Kapiti Coast im Südwesten der Nordinsel von Neuseeland. 
Wie oft in Neuseeland ist ein abseits der Küste gelegener Ort mit einem zugehörigen Küstenort verbunden. Te Horo Beach ist hier die größere der beiden Siedlungen und befindet sich nördlich von Kapiti Island an der Küste der Tasmansee. Te Horo liegt in südöstlicher Richtung landeinwärts und ist mit Te Horo Beach durch eine Straße verbunden. 
Beide Orte liegen zwischen Peka Peka und Waikanae im Süden und Ōtaki im Norden. „Te Horo“ bedeutet in der Sprache der Māori „der Bergrutsch“.

## Demographie
Beim Zensus 2001 hatten die beiden Siedlungen und das umliegende Land 642 Einwohner, eine Zunahme um 4,4 % (27 Einwohner) seit der letzten Zählung 1996. Die meisten statistischen Kennzahlen weichen wenig vom Durchschnitt in Neuseeland ab. So sind 22 % der Einwohner unter 15 Jahre alt, 15 % sind 65 Jahre und älter. Es gibt jedoch einen viel höheren Anteil an Bewohnern europäischer Herkunft (93,5 % gegenüber dem Landesdurchschnitt von 80,1 %) und einen größeren Anteil von Paaren ohne Kinder (51,7 % gegenüber 39 % im Landesdurchschnitt). Bei der Volkszählung 2013 wurden 807 Einwohner gezählt.

## Wirtschaft
Um Te Horo gibt es einige landwirtschaftliche Betriebe und in geringem Umfang Weinbau. Viele Einwohner pendeln zur Arbeit nach Wellington oder Palmerston North. Die Küste zieht Besucher zum Baden und Bootfahren an.

## Transport
Te Horo liegt am New Zealand State Highway 1 und der North Island Main Trunk Railway. Die Eisenbahnlinie wurde von der Wellington and Manawatu Railway Company (WMR) als Teil ihrer Wellington-Manawatu-Line gebaut, die am 1. Dezember 1886 eröffnet wurde und einen Bahnhof in Te Horo hatte. Die WMR wurde am 8. Dezember 1908 in das nationale Streckennetz des New Zealand Railways Department integriert. Der Bahnhof Te Horo wurde zu dieser Zeit geschlossen.  Ein Pendlerzug, die Capital Connection fährt zwar an Wochentagen noch einmal täglich morgens von Palmerston North nach Wellington und abends zurück, Passagiere aus Te Horo müssen aber in Ōtaki oder Waikanae zusteigen.
Die zugehörige Küstensiedlung Te Horo Beach liegt abseits der großen Transportstrecken und kann nur über eine Verbindungsstraße, die Te Horo Beach Road von Te Horo aus erreicht werden.